# Brexit
Brexit, ki je tvorjenka besed British (britanski) in exit (izstop, odhod), označuje izstop Združenega kraljestva Velike Britanije in Severne Irske iz Evropske unije (EU). Na referendumu 23. junija 2016 je 51,9 odstotka volivcev izbralo izstop iz EU. Potezo so zagovarjali tako levi kot desni evroskeptiki, medtem ko so nadaljevanje članstva zagovarjale proevropske stranke in takratni britanski premier David Cameron. Združeno kraljestvo je uradno izstopilo 31. januarja 2020 ob 23. uri po lokalnem času, slabo leto po prvem predvidenem izstopnem roku. Temu je sledilo prehodno obdobje, ki se je zaključilo koncem leta 2020. Uradni dogovor o nadaljnjem sodelovanju sta Združeno kraljestvo in Evropska unija dosegla 24. decembra 2020.

## Razvoj dogodkov
Zaradi izida Brexita, je odstopil takratni premier David Cameron, ki ga je nasledila Theresa May. Vodila je nadaljnja pogajanja o izstopu z Evropsko unijo. Ker je britanski parlament njene dogovore o načrtu večkrat zavrnil, Brexit z dogovorom ni bil možen do roka. Po zaprosilu za odlok izstopa je EU dodelila nov datum, 31. oktober 2019. Po nadaljnjih neuspešnih glasovanjih v britanskem parlamentu, je Mayeva odstopila s položaja, nadomestil pa jo je glasen zagovornik izstopa Boris Johnson. Ta je napovedal brezkompromisen odstop do 31. oktobra, a je naposled zaradi ne sklenjenega dogovora prosil za ponovno preložitev. Evropska unija je kot nov rok dodelila 31. januar 2020, Johnson pa je napovedal odstop vlade in predčasne volitve. Te so potekale 12. decembra 2019, Konservativci pa so v parlamentu dobili udobno večino, 364 poslanskih mest v 650 članskem parlamentu. Združeno kraljestvo je izstopilo 31. januarja 2020 ob 23. uri po lokalnem času oz. opolnoči po srednjeevropskem. Izstop so prebivalci na Otoku pričakali s slavjem na eni in protesti na drugi strani. 

### Sklenitev dogovora
Pogajanja o prihodnjih odnosih med Združenim kraljestvom so trajala dolgo. Zgodovinski 2000 strani dogovor je bil sklenjen 24. decembra 2020, nekaj dni pred koncem določenega prehodnega obdobja. Dogovor je prebivalce Združenega kraljestva ponovno obvezal uporabe potnega lista pri potovanju v Evropsko unijo, prav tako bodo za bivanje in delo v EU potrebovali dovoljenje in vizo ob bivanju nad 90 dni v obdobju 180 dni. Ponovno je bil uveden pregled in carinjenje britanskega blaga, ki bo prihajalo v EU. Združeno kraljestvo se je moralo odpovedati tudi nekaterim programom Evropske unije, med njimi Erasmusu+. Britanski pogajalec David Frost je ob sklenitvi dejal, da dogovor Združenemu kraljestvu vrača suverenost.

## Predvideni izstopi
| #  | Datum            | Predsednik vlade ZK |
| -- | ---------------- | ------------------- |
| 1. | 29. marec 2019   | Theresa May         |
| 2. | 31. oktober 2019 | Boris Johnson       |
| 3. | 31. januar 2020  | Boris Johnson       |

## Pogajalci

### Združeno kraljestvo

#### Prvotna pogajanja o umiku (november 2018)
- Theresa May, predsednica vlade Združenega kraljestva
- Oliver Robbins, evropski svetovalec predsednika vlade in glavni pogajalec
- David Davis, državni sekretar za izstop iz Evropske unije do 8. julija 2018.
- Dominic Raab, državni sekretar za izstop iz Evropske unije od 9. julija 2018 do 15. novembra 2018.
- Stephen Barclay, državni sekretar za izstop iz Evropske unije od 16. novembra 2018.
- Sir Tim Barrow, stalni predstavnik Združenega kraljestva pri EU

#### Revidirano pogajanje o umiku (oktober 2019)
- Boris Johnson, predsednik vlade Združenega kraljestva
- David Frost, evropski svetovalec predsednika vlade, glavni pogajalec
- Stephen Barclay, državni sekretar za izstop iz Evropske unije.
- Sir Tim Barrow, stalni predstavnik Združenega kraljestva pri EU

### Evropska unija (27 članic)
- Michel Barnier, glavni pogajalec
- Guy Verhofstadt, koordinator za brexit v Evropskem parlamentu in predsednik usmerjevalne skupine za brexit [26]
- Donald Tusk, predsednik Evropskega sveta
- Jean-Claude Juncker, predsednik Evropske komisije (-2019)
- Leo Varadkar, Taoiseach (ponovna pogajanja oktobra 2019)